# Province ecclésiastique de Vienne (Isère)
Pour les articles homonymes, voir Province ecclésiastique de Vienne.
La province ecclésiastique de Vienne est une ancienne province ecclésiastique de l'Église catholique romaine, dont le siège était à Vienne (Viennois) et dont le ressort s'étendait en partie sur la partie Est de la France et en partie sur le territoire de l'actuel canton de Genève.